# 陸毅 (耶穌會)
陸毅（西班牙語：Luis Ruiz Suarez SJ，1913年9月21日—2011年7月26日）西班牙耶穌會神父、澳門利瑪竇社會服務中心（現澳門明愛）創辦人。
生於阿斯圖里亞斯地區希洪市。1930年9月20日於薩拉曼卡入耶穌會，1941年展開在華傳教工作，但受抗戰影響，至1945年6月7日於中國河北省獻縣晉鐸。中共建政後曾短暫入獄，1951年抵達澳門。
由於在獄中感染傷寒，長上原要求他休養，但由於戰後澳門人民生活艱苦，又湧現來自鄰近地區的難民潮，他一個月後已開始為難民服務，創立利瑪竇社會服務中心（1971年改屬天主教澳門教區，並加入國際明愛，易名為澳門明愛），並致力成立各種慈善機構，照顧老人、殘疾和智障人士，以及培育社會工作者。1977年11月5日矢發終願。
1980年代中期開始開展對中國內地痲瘋病者的服務，範圍包括廣東台山大襟島、四川、雲南、陝西等地。晚年患有糖尿病，並需輪椅協助出行，但他把澳門事業交予總幹事潘志明後，仍然在中國內地服務包括痲瘋病人及愛滋病人等邊緣群體。2011年7月26日於仁伯爵醫院去世。同年8月3日下葬於聖味基墳場。